# Borstel (Achim)
Borstel ist seit 1929 ein Ortsteil der niedersächsischen Stadt Achim im Landkreis Verden. Zum Gebiet des Ortsteils Borstel gehört eine Fläche von 577 ha.
Der Ort liegt an der L 156, die von Lunsen (Ortsteil von Thedinghausen) über Achim nach Bassen (Ortsteil von Oyten) führt. Er liegt direkt nördlich an der A 27. Die A 1 verläuft nördlich 3,5 km entfernt. Im Westen von Borstel grenzt der Ortsteil Embsen an, im Osten der Ortsteil Uesen mit dem Waldgebiet Ueserdicken.

## Vereine
- Verein Dorfgemeinschaft Borstel[3]